# せつないかもしれない
『せつないかもしれない』（英: When I Need You Most）は、2004年に製作された日本映画。吉行由実監督作品。
日本では、2004年7月17日に第13回東京国際レズビアン&ゲイ映画祭にて上映された。同時上映は、大林千茱萸監督による本作のメイキング。

## キャスト
- 高木聡：千葉尚之
- 古川守：岡田智宏
- 西川：平川文人
- 渕上：野村貴浩
- 香織：林由美香
- 部長：なかみつせいじ
- 社員：鈴木敦子
- 社員：秋津薫
- 社員：望月梨央
- 社員：白石雅彦